# Mala Maznîțea, Vilșanka
Mala Maznîțea (în ucraineană Мала Мазниця) este un sat în comuna Stankuvate din raionul Vilșanka, regiunea Kirovohrad, Ucraina.

## Demografie
Componența lingvistică a localității Mala Maznîțea
     Ucraineană (85%)
     Bulgară (12,5%)
     Rusă (2,5%)
Conform recensământului din 2001, majoritatea populației localității Mala Maznîțea era vorbitoare de ucraineană (85%), existând în minoritate și vorbitori de bulgară (12,5%) și rusă (2,5%).